# Movimento de Combate à Corrupção Eleitoral
O Movimento de Combate à Corrupção Eleitoral (MCCE) é um movimento social brasileiro voltado para o combate à corrupção eleitoral no Brasil, com sede em Brasília.
O movimento é composto por mais de 70 entidades nacionais e está representado pela Secretaria Executiva do Movimento de Combate à Corrupção Eleitoral (SE-MCCE).

## História
Em 2006 é criada a SE-MCCE, Organização Não Governamental (ONG), sem fins lucrativos. A Secretaria foi legalmente oficializada em 27 de abril de 2007.
O Comitê Nacional do Movimento de Combate à Corrupção é composto por mais de 70 entidades da sociedade civil espalhadas por todo o Brasil. O MCCE acompanha a atuação do Tribunal Superior Eleitoral, articulando medidas que favoreçam a lisura do processo eleitoral. Também acompanha os trabalhos nos Comitês Estaduais e Municipais do MCCE.
Foi um dos principais organizadores da campanha e responsável pela criação do projeto da lei Ficha Limpa. Teve suas mais antigas entidades como as criadoras da primeira lei de iniciativa popular anticorrupção do país, a "Lei Contra a Compra de Votos" (Lei Nº 9840/1999).
Em setembro de 2015, o MCCE foi Amicus curiae da Ação Direta de Inconstitucionalidade (ADI) Nº 4.650 da Ordem dos Advogados do Brasil (OAB) julgada pelo Supremo Tribunal Federal (STF). O STF julgou inconstitucional o financiamento de empresas nas eleições.
Atualmente coordena juntamente com a Conferência Nacional dos Bispos do Brasil (CNBB), a OAB e outras entidades, mais uma campanha para lei de iniciativa popular, a Reforma Política Democrática e Eleições Limpas com três pontos mais importantes: a conquista da proibição das doações ocultas, a prestação de contas que os candidatos devem fazer ainda durante a campanha praticamente em tempo real, e a limitação dos gastos de campanha.
O juiz Márlon Reis, um dos fundadores e coordenadores do MCCE, foi considerado um dos brasileiros mais influentes em 2009 pela revista Época.
Recebeu no dia 6 de dezembro de 2018, no Supremo Tribunal Federal, o Prêmio Innovare 2018 na categoria Justiça e Cidadania, tendo concorrido com a Voto Legal - plataforma de arrecadação de doações eleitorais Voto Legal foi idealizada pelo MCCE e pela  empresa de tecnologia APPCívico. A plataforma atuou nas eleições de 2016 e 2018 com o objetivo facilitar a doação para campanhas eleitorais com transparência no exercício da cidadania, utilizando blockchain.
O Innovare é considerada a mais importante premiação da Justiça Brasileira.

## Dossiê
O dossiê "Políticos cassados por corrupção eleitoral" é um levantamento produzido pelo Comitê Nacional do Movimento de Combate à Corrupção Eleitoral a partir de informações divulgadas pelo Tribunal Superior Eleitoral, relatando estatísticas sobre a corrupção política no Brasil a partir da aprovação da Lei n° 9.840 de 28 de setembro de 1999. O balanço foi divulgado pela primeira vez em 2007.
Segundo o dossiê, entre 2000 e 2007, 623 políticos brasileiros tiveram seus mandatos cassados após a instalação de processos para averiguar denúncias de corrupção. As práticas abusivas incluem captação ilícita de sufrágio, condutas vedadas aos agentes públicos e abuso de poder. O balanço refere-se exclusivamente às cassações promovidas pela Justiça Eleitoral, não incluindo políticos cassados em virtude de condenações criminais.

### Metodologia
A pesquisa foi realizada pelo juiz Márlon Reis, presidente da Associação Brasileira de Magistrados, Procuradores e Promotores Eleitorais e integrante do Comitê Nacional do MCCE, com o objetivo de suprir a demanda por um método de acompanhamento estatístico, uma vez que a Justiça Eleitoral não conta com um sistema semelhante. A pesquisa foi feita a partir dos dados processuais de cada caso, com base em informações disponibilizadas virtualmente pelos Tribunais Regionais Eleitorais (TREs) e pelo Tribunal Superior Eleitoral (TSE). Outros dados foram obtidos através de consulta direta a tribunais e zonas eleitorais. Notícias veiculadas pela imprensa também serviram para a descoberta de cassações, sendo posteriormente cruzadas com os dados provenientes da Justiça Eleitoral.
Foram categorizados como "cassados" todos os políticos condenados pela Justiça Eleitoral à perda do mandato, mesmo aqueles que por força de liminar ainda estivessem ocupando cargos eletivos. Todas as cassações se referem a utilização de bens e vantagens de origem pública ou privada para captação ilícita de votos ou fortalecimento ilícito de campanhas.

### Políticos cassados por cargo
Dos 623 políticos listados, fatores
dois eram governadores e foram cassados juntos com seus respectivos vice-governadores: Cássio Cunha Lima, da Paraíba (PSDB), mantido no cargo por força de liminar, e Francisco Flamarion Portela, de Roraima (eleito pelo PSL e posteriormente filiado ao PT). O governador Mão Santa, do Piauí, eleito pelo PMDB e cassado em 2001, não foi incluído na pesquisa por ter sido eleito em 1998, antes da Lei n° 9.840 entrar em vigor. Os cassados após 2007, mesmo com processo anterior também não foram incluídos na pesquisa.[carece de fontes?]
| Cargo                            | Nº. de políticos cassados |
| -------------------------------- | ------------------------- |
| Governadores e vice-governadores | 4                         |
| Senadores e suplentes            | 6                         |
| Deputados federais               | 8                         |
| Deputados estaduais/distritais   | 13                        |
| Prefeitos e vice-prefeitos       | 508                       |
| Vereadores                       | 84                        |

### Políticos cassados por unidade federativa (Dossiê de 2007)
Abaixo, encontram-se elencados em ordem decrescente os números de políticos cassados por unidade federativa e o respectivo percentual que representam do total de 623 cassações.
| Posição - Unidade Federativa | Nº. de políticos cassados | Percentual |
| ---------------------------- | ------------------------- | ---------- |
| 1º - Minas Gerais            | 71                        | 11,39%     |
| 2º - Rio Grande do Norte     | 60                        | 9,63%      |
| 3º - São Paulo               | 55                        | 8,82%      |
| 4º - Bahia                   | 54                        | 8,66%      |
| 5º - Rio Grande do Sul       | 49                        | 7,86%      |
| 6º - Ceará                   | 37                        | 5,93%      |
| 7º - Paraíba                 | 36                        | 5,77%      |
| 8º - Goiás                   | 33                        | 5,29%      |
| 9º - Santa Catarina          | 25                        | 4,01%      |
| 10º - Piauí                  | 22                        | 3,53%      |
| 11º - Mato Grosso            | 20                        | 3,21%      |
| 12º - Rio de Janeiro         | 18                        | 2,88%      |
| 12º - Mato Grosso do Sul     | 18                        | 2,88%      |
| 13º - Roraima                | 17                        | 2,72%      |
| 14º - Paraná                 | 16                        | 2,56%      |
| 15º - Pernambuco             | 14                        | 2,24%      |
| 15º - Pará                   | 14                        | 2,24%      |
| 15º - Maranhão               | 14                        | 2,24%      |
| 16º - Rondônia               | 13                        | 2,08%      |
| 17º - Sergipe                | 10                        | 1,6%       |
| 18º - Amapá                  | 9                         | 1,44%      |
| 19º - Espírito Santo         | 7                         | 1,12%      |
| 20º - Alagoas                | 4                         | 0,64%      |
| 21º - Tocantins              | 3                         | 0,48%      |
| 22º - Amazonas               | 2                         | 0,32%      |
| 23º - Distrito Federal       | 1                         | 0.16%      |
| 23º - Acre                   | 1                         | 0,16%      |

### Políticos cassados por partido
Ao todo, 21 partidos políticos distintos tiveram membros cassados por corrupção eleitoral. Na metodologia empregada pelo estudo, considerou-se apenas os partidos políticos dos "cabeças de chapa" (isso é, desconsiderou-se os partidos dos vices e suplentes) no caso das eleições majoritárias (para o poder executivo e para o senado). (Dossiê de 2007)
| Posição - Partido político                       | Sigla | Nº representantes Congresso Nacional (2014-2018) | Percentual do Congresso Nacional (2014-2018) | Nº. de políticos cassados | Percentual |
| ------------------------------------------------ | ----- | ------------------------------------------------ | -------------------------------------------- | ------------------------- | ---------- |
| 1º - Democratas                                  | DEM   | 27                                               | 4,55%                                        | 69                        | 20,4%      |
| 2º - Partido do Movimento Democrático Brasileiro | PMDB  | 82                                               | 13,80%                                       | 66                        | 19,5%      |
| 3º - Partido da Social Democracia Brasileira     | PSDB  | 64                                               | 10,77%                                       | 58                        | 17,1%      |
| 4º - Partido Progressista                        | PP    | 41                                               | 6,90%                                        | 26                        | 7,7%       |
| 5º - Partido Trabalhista Brasileiro              | PTB   | 28                                               | 4,71%                                        | 24                        | 7,1%       |
| 6º - Partido Democrático Trabalhista             | PDT   | 27                                               | 4,55%                                        | 23                        | 6,8%       |
| 7º - Partido da República                        | PR    | 38                                               | 6,40%                                        | 17                        | 5%         |
| 8º - Partido Popular Socialista                  | PPS   | 10                                               | 1,68%                                        | 14                        | 4,1%       |
| 9º- Partido Social Liberal                       | PSL   | 1                                                | 0,17%                                        | 10                        | 8,7%       |
| 10º - Partido Progressista Brasileiro            | PPB   | 41                                               | 6,90%                                        | 8                         | 2,4%       |
| 11º - Partido Socialista Brasileiro              | PSB   | 41                                               | 6,90%                                        | 7                         | 2,1%       |
| 12º - Partido dos Trabalhadores                  | PT    | 20                                               | 13,80%                                       | 4                         | 1,8%       |
| 12º - Partido Trabalhista Cristão                | PTC   | 2                                                | 0,34%                                        | 3                         | 0,9%       |
| 13º - Partido da Mobilização Nacional            | PMN   | 3                                                | 0,51%                                        | 2                         | 0,6%       |
| 13º - Partido Renovador Trabalhista Brasileiro   | PRTB  | 1                                                | 0,17%                                        | 2                         | 0,6%       |
| 13º - Partido Social Cristão                     | PSC   | 12                                               | 2,02%                                        | 2                         | 0,6%       |
| 14º - Partido Humanista da Solidariedade         | PHS   | 5                                                | 0,84%                                        | 1                         | 0,3%       |
| 14º - Partido de Reedificação da Ordem Nacional  | PRONA | 0                                                | 0,00%                                        | 1                         | 0,3%       |
| 14º - Partido Republicano Progressista           | PRP   | 3                                                | 0,51%                                        | 1                         | 0,3%       |
| 14º - Partido Social Democrático                 | PSD   | 40                                               | 6,73%                                        | 1                         | 0,3%       |
| 14º - Partido Verde                              | PV    | 9                                                | 1,52%                                        | 1                         | 0,3%       |